# Soul on Top
Soul on Top é o 32º álbum de estúdio do músico americano James Brown. O álbum foi lançado em abril de 1970 pela King Records.  Brown e o saxofonista Maceo Parker trabalharam com o arranjador/condutor Oliver Nelson para gravar um álbum de big band, funk e jazz. Foi gravado com Louie Bellson e sua orquestra com 18 membros na United Western Recorders em Hollywood, Califórnia em novembro de 1969, e apresenta jazz standards, show tunes e sucessos da chamada middle of the road bem como um novo arranjo para o funk  "Papa's Got a Brand New Bag".
O álbum foi relançado em 2004 com um faixa inédita como bônus, um versão de big band do sucesso de Brown de 1967 "There Was a Time" e um novo encarte de álbum com anotações do crítico de jazz Will Friedwald.

## Faixas
| N.º | Título                                              | Duração |  |
| 1.  | "That's My Desire"                                  | 4:10    |  |
| 2.  | "Your Cheatin' Heart"                               | 2:59    |  |
| 3.  | "What Kind of Fool Am I?"                           | 3:06    |  |
| 4.  | "It's a Man's Man's Man's World" (Unedited Version) | 6:40    |  |
| 5.  | "The Man in the Glass"                              | 5:56    |  |
| 6.  | "It's Magic"                                        | 3:14    |  |
| 7.  | "September Song" (Unedited Version)                 | 5:02    |  |
| 8.  | "For Once in My Life" (Unedited Version)            | 4:43    |  |
| 9.  | "Every Day I Have the Blues" (Unedited Version)     | 4:28    |  |
| 10. | "I Need Your Key (To Turn Me On)"                   | 3:46    |  |
| 11. | "Papa's Got a Brand New Bag"                        | 4:41    |  |
| 12. | "There Was a Time" (apenas na edição de 2004)       | 3:04    |  |

## Músicos
- James Brown - vocal
- Oliver Nelson - arranjador e condutor
- Ernie Watts - saxofone alto
- Joe Romano - saxofone alto
- Maceo Parker - saxofone tenor
- Buddy Collette - saxofone tenor
- Pete Christlieb - saxofone tenor
- Jim Mulidore - saxofone barítono
- Al Aarons - Trompete
- Chuck Findley - Trompete
- John Audino - Trompete
- Tom Porello - Trompete
- Jimmy Cleveland - trombone
- Nick DiMaio - trombone
- Kenny Shroyer - trombone
- Bill Tole - trombone
- Frank Vincent - piano
- Bill Pitman - guitarra
- Louis Shelton - guitar
- Ray Brown - baixo
- Louis Bellson - bateria, bandleader
- Jack Arnold - percussão